# Løjtnant
 Denne artikel omhandler overvejende eller alene danske forhold. Hjælp gerne med at gøre artiklen mere almen.
Løjtnant ((fransk): lieutenant, sammensat af lieu for 'sted' og tenir for 'at holde', altså en stedfortræder) er en militær rang. 

## Danmark
Løjtnant (forkortet LT) er den næstlaveste officersgrad i det danske forsvar. Bruges også uformelt om unge politikere, erhvervsfolk o.lign. på vej op ad karrierestigen.
Graden indehaves af officerer af reserven samt kadetter på det sidste år af deres uddannelse på Hærens, Søværnets og Flyvevåbnets Officersskole.

I Hæren og i Flyvevåbnet vil en løjtnant få ansvaret for en deling (40 mand) og blev tidligere genindkaldt sammen med resten af delingen.
I Søværnet vil uddannede skibsførere og maskinmestre fra handelsflåden have mulighed for at blive uddannet kontraktofficer og gøre tjeneste som løjtnant. Efter tilfredsstillende tjeneste kan løjtnanten gennemføre GRO 2 og blive udnævnt premierløjtnant.

En nyuddannet læge, tandlæge eller dyrlæge vil i Forsvarets Sundhedstjeneste være reserve- (tand-, dyr-)læge af 3. grad og bære løjtnantsdistinktioner.
I Hærhjemmeværnet er en løjtnant delingsfører, i Marinehjemmeværnet fartøjsfører og i Flyverhjemmeværnet sektionsfører. Løjtnanter bruges også i stabe (uddannelsesofficer, planlægningsofficer, logistikofficer mm.).
- Hæren
- Søværnet
- Flyvevåbnet

## Sammenligning med udlandet
I NATO er rangkoden OF-1 tilknyttet Løjtnant og Premierløjtnantgraden. Denne  kode tilkendegiver rangforholdet for militære ansatte imellem på tværs  af medlemslandene.
Svarer til Second Lieutenant i den britiske hær, Sub-Lieutenant i Royal Navy og Pilot Officer i RAF (selvom man ikke er pilot!).
I Bundesmarine svarer det til Leutnant zur See, og i U.S. Navy svarer det til Ensign.

## Sekondløjtnant
Er den laveste officersgrad i forsvaret og blev i 2009  genindført på de nye officersuddannelser i Danmark, dog ikke i Søværnet. Man opnår graden sekondløjtnant i forbindelse med GRO1, hvilket er grunduddannelse for officerer modul 1. Når GRO1 er overstået er man uddannet delingsfører og opnår derved graden løjtnant. Anden del af officeruddannelsen kaldes GRO 2 – Efter GRO 2 opnår man graden premierløjtnant. Efter GRO 2 sendes man så til funktionsspecifik uddannelse, hvad enten man er kamptrop eller støttetrop, med varierende varighed. Varighed af GRO 1 er 16 måneder og varigheden af GRO 2 er 19 måneder.
For at harmonisere graderne i de tre værn, ændrede Søværnet løjtnantsgraden fra én til halvanden snor.
- Hæren
- Flyvevåbnet

## Løjtnanter i litteraturen
- Løjtnant Pjock fra Basserne.
- Løjtnant Blueberry.

## Virkelige løjtnanter
- Løjtnant Sixten Sparre (svensk desertør, dybt forelsket i Elvira Madigan)

## Eksterne links
De første sekondløjtnanter udnævnt i Flyvevåbnet

Hærens Officersskole – Vi har lavet en ny officersuddannelse